# Aaron Taylor-Johnson
Aaron Perry Taylor-Johnson (născut Aaron Perry Johnson; n. 13 iunie 1990, High Wycombe, Anglia, Regatul Unit) este un actor englez. A debutat ca actor la 6 ani. Johnson a jucat în filme ca Angus, Thongs and Perfect Snogging, The Illusionist, Nowhere Boy, Kick-Ass sau Kick-Ass 2. Era cunoscut ca Aaron Johnson înainte de a fi menționat ca Aaron Taylor-Johnson în Kick-Ass 2, schimbându-și în mod legal numele său după ce s-a căsătorit cu regizoarea Sam Taylor-Wood.

## Biografie
Aaron s-a născut în High Wycombe, Buckinghamshire, fiul unei gospodine și al unui inginer civil. Are o soră mai mare pe nume Gemma, născută în 1985. Aaron este de religie evreiască. A fost educat la Holmer Green Senior School și a urmat Jackie Palmer Performing School din High Wycombe între 1996 și 2008, unde a studiat teatru, step, jazz, acrobație și canto.
A început să joace teatru încă de la vârsta de șase ani. În 1999, Johnson l-a jucat pe fiul lui Macduff în piesa Macbeth. Și-a făcut debutul în film jucând dublul rol al unor frați în „Tom & Thomas” (2002).
Aaron este căsătorit cu regizoarea Sam Taylor-Wood. S-au cunoscut în 2009, pe platourile de filmare a filmului Nowhere Boy, unde el era actorul principal, iar ea regizorul când el avea 19 ani, iar ea 42. 
Pe 19 martie 2024, presa internațională a anunțat că Taylor-Johnson a primit oferta de a juca rolul James Bond în următoarele filme al francizei.

## Filmografie

### Film
| An   | Titlu                                           | Rol                              | Note |
| ---- | ----------------------------------------------- | -------------------------------- | --- |
| 2002 | Tom & Thomas                                    | Tom / Thomas                     | |
| 2002 | The Apocalypse                                  | Johanan                          | |
| 2003 | Behind Closed Doors                             | Sam Goodwin                      | |
| 2003 | Shanghai Knights                                | Charlie Chaplin                  | |
| 2004 | Dead Cool                                       | George                           | |
| 2006 | The Thief Lord                                  | Prosper                          | |
| 2006 | The Illusionist                                 | Tânărul Eisenheim                | |
| 2006 | Fast Learners                                   | Neil                             | |
| 2006 | The Best Man                                    | Michael (la 15 ani)              | |
| 2007 | The Magic Door                                  | Flip                             | |
| 2007 | Sherlock Holmes and the Baker Street Irregulars | Finch                            | Film de televiziune |
| 2008 | Nearly famous                                   | Owen                             | |
| 2008 | Angus, Thongs and Perfect Snogging              | Robbie Jennings                  | |
| 2009 | The Greatest                                    | Bennett Brewer                   | |
| 2009 | Nowhere Boy                                     | John Lennon                      | Empire Award for Best Newcomer Nominalizare — British Independent Film Award pentru Cel mai bun actor                                |
| 2010 | Kick-Ass                                        | David "Dave" Lizewski / Kick-Ass | Nominalizare — Empire Award for Best Actor Nominalizare — BAFTA Rising Star Award Nominalizare — Teen Choice Award for Breakout Male |
| 2010 | Chatroom                                        | William                          | |
| 2011 | Albert Nobbs                                    | Joe                              | |
| 2012 | Savages                                         | Ben                              | |
| 2012 | Anna Karenina                                   | Contele Vronski                  | Ultimul film sub numele Aaron Johnson                                                                                                |
| 2013 | Kick-Ass 2                                      | David "Dave" Lizewski / Kick-Ass | Primul film sub numele Aaron Taylor-Johnson                                                                                          |
| 2014 | Captain America: The Winter Soldier             | Quicksilver                      | Netrecut pe generic |
| 2014 | Godzilla                                        | Locotenentul Ford Brody          | |
| 2015 | Avengers: Age of Ultron                         | Pietro Maximoff / Quicksilver    | |
| 2016 | Nocturnal Animals                               | Ray Marcus                       | Premiul Globul de Aur pentru cel mai bun actor în rol secundar                                                                       |
| 2017 | The Wall                                        | Sergeant Allen "Ize" Isaac       | |
| 2018 | Outlaw King                                     | James Douglas, Lord of Douglas   | |
| 2018 | A Million Little Pieces                         | James Frey                       | De asemenea scenarist și producător                                                                                                  |
| 2020 | Tenet                                           | Ives                             | |
| 2021 | The King's Man                                  | Archie Reid                      | |
| 2022 | Bullet Train                                    | Tangerine                        | |

### Televiziune
| An   | Titlu                | Rol                   | Note                    |
| ---- | -------------------- | --------------------- | ----------------------- |
| 2001 | Armadillo            | Tânărul Lorimer Black |                         |
| 2003 | The Bill             | Zac Clough            | Episodul: "162"         |
| 2004 | Family Business      | Paul Sullivan         | 1 episod                |
| 2004 | Feather Boy          | Niker                 | 3 episoade              |
| 2006 | I Shouldn't Be Alive | Mark                  | 4 episoade              |
| 2006 | Casualty             | Joey Byrne            | Episodul: "Silent Ties" |
| 2007 | Talk to Me           | Aaron                 | 4 episoade              |
| 2007 | Coming Up            | Eoin                  | Episodul: "99,100"      |
| 2007 | Nearly Famous        | Owen Stephens         | 6 episoade              |

## Legături externe
- Materiale media legate de Aaron Taylor-Johnson la Wikimedia Commons
- Aaron Taylor-Johnson la Internet Movie Database
- Aaron Johnson For Fans Arhivat în 15 noiembrie 2014, la Wayback Machine.
- http://www.cinemagia.ro/actori/aaron-taylor-johnson-24891/